# Cordeirópolis
Cordeirópolis este un oraș în São Paulo (SP), Brazilia.